# Borgstena socken
Borgstena socken i Västergötland ingick i Vedens härad, ingår sedan 1974 i Borås kommun och motsvarar från 2016 Borgstena distrikt.
Socknens areal är 38,10 kvadratkilometer varav 37,43 land. År 2000 fanns här 728 invånare.  Tätorten Borgstena med sockenkyrkan Borgstena kyrka ligger i socknen.   

## Administrativ historik
Socknen har medeltida ursprung. 
Vid kommunreformen 1862 övergick socknens ansvar för de kyrkliga frågorna till Borgstena församling och för de borgerliga frågorna bildades Borgstena landskommun. Landskommunen uppgick 1952 i Fristads landskommun som 1974 uppgick i Borås kommun. Församlingen uppgick 2010 i Fristads församling.
1 januari 2016 inrättades distriktet Borgstena, med samma omfattning som församlingen hade 1999/2000.
Socknen har tillhört län, fögderier, tingslag och domsagor enligt vad som beskrivs i artikeln Vedens härad. De indelta soldaterna tillhörde Älvsborgs regemente, Gäseneds kompani.

## Geografi
Borgstena socken ligger norr om Borås. Socknen är en höglänt skogsbygd.

## Fornlämningar
Från bronsåldern finns spridda gravrösen. Från järnåldern finns två gravfält.

## Namnet
Namnet skrevs 1540 Bårgstena och kommer från kyrkbyn. Förleden kan innehålla borg i betydelsen '(platåliknande) höjd med branta sidor'. Sammansättningen med efterleden sten kan tolkas som fornborg. Byn ligger på en höjd som kan ha rymt en fornborg.